# Eldece Clarke-Lewis
Eldece Clarke-Lewis (13 febbraio 1965) è un'ex velocista bahamense.
In carriera è stata campionessa olimpica e mondiale della staffetta 4×100 metri.

## Palmarès
| Anno | Manifestazione          | Sede                | Evento      | Risultato        | Prestazione | Note  |
| ---- | ----------------------- | ------------------- | ----------- | ---------------- | ----------- | ----- |
| 1984 | Giochi olimpici         | Los Angeles         | 100 m piani | Quarti di finale | 11"85       |       |
| 1984 | Giochi olimpici         | Los Angeles         | 4×100 m     | 6ª               | 44"18       |       |
| 1994 | Giochi del Commonwealth | Victoria            | 4×100 m     | 5ª               | 44"89       |       |
| 1995 | Campionati CAC          | Città del Guatemala | 100 m piani | Argento          | 11"35       |       |
| 1995 | Campionati CAC          | Città del Guatemala | 200 m piani | Argento          | 23"04       |       |
| 1995 | Mondiali                | Göteborg            | 100 m piani | Quarti di finale | 11"49       |       |
| 1995 | Mondiali                | Göteborg            | 4×100 m     | 4ª               | 43"14       |       |
| 1996 | Giochi olimpici         | Atlanta             | 100 m piani | Quarti di finale | 11"47       |       |
| 1996 | Giochi olimpici         | Atlanta             | 4×100 m     | Argento          | 42"14       |       |
| 1997 | Mondiali indoor         | Parigi              | 60 m piani  | Semifinale       | 7"49        |       |
| 1997 | Mondiali                | Atene               | 100 m piani | Semifinale       | 11"41       |       |
| 1997 | Mondiali                | Atene               | 4×100 m     | 6ª               | 42"77       |       |
| 1999 | Mondiali                | Siviglia            | 4×100 m     | Oro              | 41"92       | [ 1 ] |
| 2000 | Giochi olimpici         | Sydney              | 4×100 m     | Oro              | 41"95       | [ 1 ] |